# Guam op de Olympische Zomerspelen 2000
Guam nam deel aan de Olympische Zomerspelen 2000 in Sydney, Australië. 

## Deelnemers en resultaten

### Atletiek
| Olympiër              | Discipline   | Resultaat | Prestatie             |
| --------------------- | ------------ | --------- | --------------------- |
| PhilAm Garcia         | 100m (m)     | 91e       | serie 9: 9de in 11,21 |
|                       |              |           |                       |
| Rhonda Davidson-Alley | marathon (v) | 44e       | 3:13.58               |

### Gewichtheffen
| Olympiër             | Discipline | Resultaat | Prestatie                                                      |
| -------------------- | ---------- | --------- | -------------------------------------------------------------- |
| Melissa Lynn Fejeran | -58kg (v)  | 15e       | trekken: 17de met 57,5kg stoten: 15de met 75kg totaal: 132,5kg |

### Wielersport
| Olympiër     | Discipline       | Resultaat    | Prestatie      |
| Mountainbike | Mountainbike     | Mountainbike | Mountainbike   |
| ------------ | ---------------- | ------------ | -------------- |
| Derek Horton | mannen           | DNF          | niet gefinisht |
| Weg          |                  |              |                |
| Jazy Garcia  | wegwedstrijd (m) | DNF          | niet gefinisht |

### Zeilen
| Olympiër      | Discipline | Resultaat | Prestatie                                           |
| ------------- | ---------- | --------- | --------------------------------------------------- |
| Brett Chivers | laser      | 41e       | 335 punten: (31-33-40-36-24-39-DNC-DNC-DNC-DNC-DNC) |

### Zwemmen
| Olympiër        | Discipline           | Resultaat | Prestatie             |
| --------------- | -------------------- | --------- | --------------------- |
| Daniel O'Keeffe | 100m vlinderslag (m) | 45e       | serie 2: 4de in 56,05 |

Albanië · Algerije · Amerikaanse Maagdeneilanden · Amerikaans-Samoa · Andorra · Angola · Antigua en Barbuda · Argentinië · Armenië · Aruba · Australië · Azerbeidzjan · Bahama's · Bahrein · Bangladesh · Barbados · België · Belize · Benin · Bermuda · Bhutan · Bolivia · Bosnië en Herzegovina · Botswana · Brazilië · Britse Maagdeneilanden · Brunei · Bulgarije · Burkina Faso · Burundi · Cambodja · Canada · Centraal-Afrikaanse Republiek · Chili · China · Chinees Taipei · Colombia · Comoren · Congo-Brazzaville · Congo-Kinshasa · Cookeilanden · Costa Rica · Cuba · Cyprus · Denemarken · Djibouti · Dominica · Dominicaanse Republiek · Duitsland · Ecuador · Egypte · El Salvador · Equatoriaal-Guinea · Eritrea · Estland · Ethiopië · Fiji · Filipijnen · Finland · Frankrijk · Gabon · Gambia · Georgië · Ghana · Grenada · Griekenland · Groot-Brittannië · Guam · Guatemala · Guinee · Guinee‑Bissau · Guyana · Haïti · Honduras · Hongarije · Hongkong · Ierland · IJsland · India · Indonesië · Irak · Iran · Israël · Italië · Ivoorkust · Jamaica · Japan · Jemen · Joegoslavië · Jordanië · Kaaimaneilanden · Kaapverdië · Kameroen · Kazachstan · Kenia · Kirgizië · Koeweit · Kroatië · Laos · Lesotho · Letland · Libanon · Liberia · Libië · Liechtenstein · Litouwen · Luxemburg · Macedonië · Madagaskar · Malawi · Malediven · Maleisië · Mali · Malta · Marokko · Mauritanië · Mauritius · Mexico · Micronesië · Moldavië · Monaco · Mongolië · Mozambique · Myanmar · Namibië · Nauru · Nederland · Nederlandse Antillen · Nepal · Nicaragua · Nieuw-Zeeland · Niger · Nigeria · Noord-Korea · Noorwegen · Oeganda · Oekraïne · Oezbekistan · Oman · Oostenrijk · Pakistan · Palau · Palestina · Panama · Papoea-Nieuw-Guinea · Paraguay · Peru · Polen · Portugal · Puerto Rico · Qatar · Roemenië · Rusland · Rwanda · Saint Kitts en Nevis · Saint Lucia · Saint Vincent en Grenadines · Salomonseilanden · Samoa · San Marino ·  Sao Tomé en Principe · Saoedi-Arabië · Senegal · Seychellen · Sierra Leone · Singapore · Slovenië · Slowakije · Soedan · Somalië · Spanje · Sri Lanka · Suriname · Swaziland · Syrië · Tadzjikistan · Tanzania · Thailand · Togo · Tonga · Trinidad en Tobago · Tsjaad · Tsjechië · Tunesië · Turkije · Turkmenistan · Uruguay · Vanuatu · Venezuela · Verenigde Arabische Emiraten · Verenigde Staten · Vietnam · Wit-Rusland · Zambia · Zimbabwe · Zuid-Afrika · Zuid-Korea · Zweden · Zwitserland · Individuele olympische atleten